# セッジャーノ
セッジャーノ（伊: Seggiano）は、イタリア共和国トスカーナ州グロッセート県にある、人口約1,000人の基礎自治体（コムーネ）。

## 地理

### 位置・広がり

#### 隣接コムーネ
隣接するコムーネは以下の通り。括弧内のSIはシエーナ所属を示す。
- アッバディーア・サン・サルヴァトーレ (SI)
- カステル・デル・ピアーノ
- カスティリオーネ・ドルチャ (SI)

### 気候分類・地震分類
セッジャーノにおけるイタリアの気候分類 (it) および度日は、zona E, 2204 GGである。
また、イタリアの地震リスク階級 (it) では、zona 3 (sismicità bassa) に分類される。